# Demografia de Cabo Verde

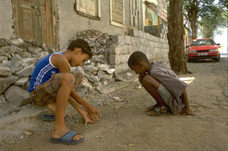
Duas crianças cabo-verdianas jogando carambola.

Os cabo-verdianos são descendentes de antigos africanos (livres ou escravos) e também de vários povos europeus que incluem na sua grande maioria portugueses mas também franceses, italianos, espanhóis e não só há vários cabo-verdianos de origem judaica vinda do norte de africa principalmente nas ilhas de santo antão,santiago e boa vista, também ha costela de árabes, sendo a população cabo-verdiana maioritariamente mestiça. A emigração faz parte da realidade do arquipélago, mais de metade da população cabo-verdiana vive fora do país.
Segundo estimativas de investigadores do Instituto de Patologia e Imunologia Molecular da Universidade do Porto (IPATIMUP), 57% dos genes dos cabo-verdianos são de origem africana e 43% têm origem europeia, o que faz do arquipélago uma das populações que representam mais miscigenação na Terra.

## Dados demográficos
Cabo Verde, é claro, já é um grupo de ilhas da África Ocidental, mas seu povo é de origem, tanto do lado africano quanto do lado não africano, representa, segundo estimativas do Instituto Nacional de Estatística de Cabo Verde, cerca de 491.233  habitantes em 2021 numa proporção de 50,1% homens / 49,9% mulheres. Concentrando-se essencialmente nos meios urbanos (74,1% da população), Santiago é a ilha mais populosa, com mais de 50% dos habitantes, seguindo-se São Vicente (15%) e Santo Antão (11%). Esta população está instalada numa área de 4.033 km², o que resulta numa densidade populacional média de 119 Hab./km².

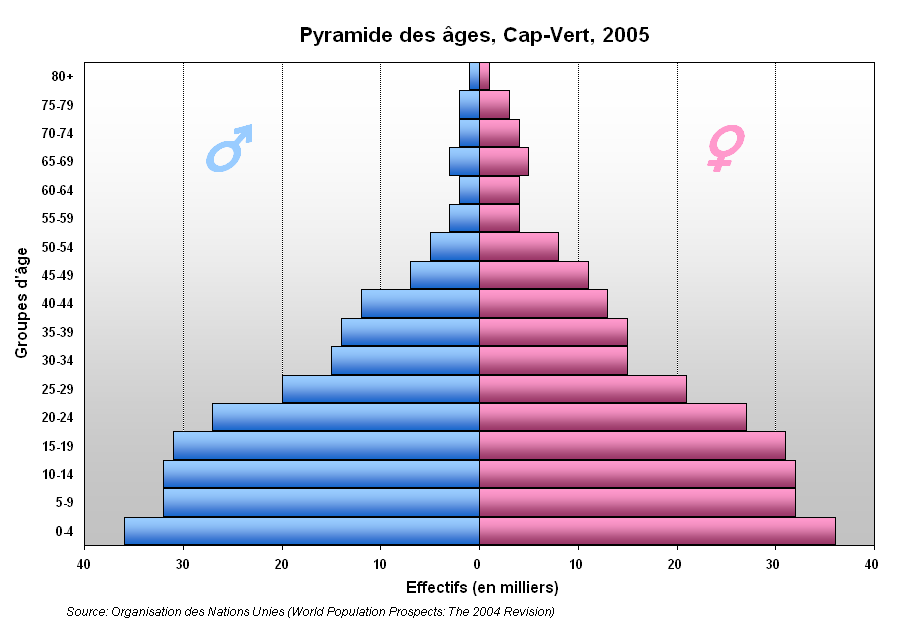
Pirâmide etária (ano de 2005);
números em milhares.

Marcadamente jovem na sua estrutura etária, com 28,2% dos efectivos entre os 0-14 anos (estimativa 2021) e apenas 6,7% acima dos 65 anos, a média de idades da população cabo-verdiana ronda os 24 anos..
A esperança média de vida, que em 1975 rondava os 63 anos, atinge, em 2003, os 71 anos (67 para homens; 75 para as mulheres). A taxa de mortalidade infantil, que em 1975 rondava os 1100/00 nascimentos vivos, representava, em 2004, um valor de 200/00 (440/00 em 1990; 260/00 em 2000), valor inferior às taxas de outros países de categoria de rendimento semelhante.
A taxa de crescimento da população, dependente dos fluxos migratórios, situou-se, no decénio 1990–2000 (data do último censo populacional), em cerca de 2,4%, valor que se manteve constante até 2005. De aí em diante prevê-se que a mesma estabilize em torno dos 1,9%. Os agregados familiares, em 2006, eram constituídos, em média, por 4,9 membros (5 no meio rural             e 4,5 no meio urbano).

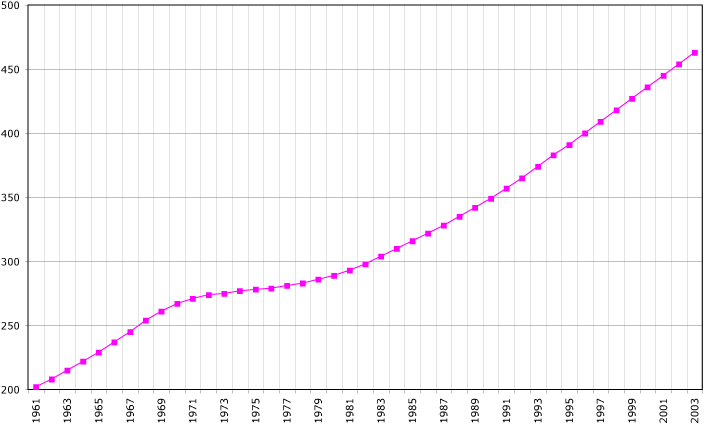
Evolução demográfica de Cabo Verde,
dados da FAO (ano de 2005);
número de habitantes em milhares.

Evolução da População (est.)
| Barlavento: | 2000    | 2005    | 2010    | 2021    |
| ----------- | ------- | ------- | ------- | ------- |
| Boa Vista   | 4.209   | 5.398   | 6.800   | 12.613  |
| Sal         | 14.816  | 17.631  | 35.000  | 33.347  |
| S.to Antão  | 47.170  | 47.484  | 47.602  | 36.632  |
| S. Nicolau  | 13.661  | 13.310  | 12.816  | 12.239  |
| S. Vicente  | 67.163  | 74.136  | 82.127  | 74.016  |
| Sotavento:  |         |         |         |         |
| Brava       | 6.804   | 6.462   | 6.016   | 5.594   |
| Fogo        | 37.421  | 37.861  | 38.187  | 33.519  |
| Maio        | 6.754   | 7.506   | 8.370   | 6.330   |
| Santiago    | 236.627 | 266.161 | 300.262 | 269.370 |

## Emigração
Devido à escassez de recursos naturais e à pobreza económica da terra cabo-verdiana (solos pobres, seca...) desde cedo a emigração se converteu na única saída para o povo destas ilhas, de tal forma que a população cabo-verdiana emigrada de 1.ª geração deverá rondar os 500.000, número equivalente à população residente. Considerando os indivíduos nascidos nos destinos de emigração poderemos contar com um número próximo dos 800.000 indivíduos.
O fenómeno migratório caboverdeano envolve um número significativo de núcleos espalhados por 3 continentes: África, Europa e América do Norte. Se do ponto de vista absoluto o conjunto das populações de origem caboverdeana no exterior é relativamente reduzido, quando comparado com outras grandes diásporas mundiais, a sua dimensão relativa (superior à população residente no próprio país) e o seu grau de dispersão tornam-na um caso interessante.
Contudo, também no âmbito das estratégias de consolidação política e económica do império colonial português, os caboverdeanos que assumiram um papel relevante. Na Guiné foram utilizados como mão-de-obra criando condições para a posterior instalação de colonos. Em São Tomé e Príncipe (e Angola nos anos 40-50) constituíram parte significativa da mão-de-obra que desde o terceiro quartel do século XIX permitiu a instalação das plantações, sobretudo de café. Finalmente deu-se mais oportunidade as coboverdianos e também a repressão não era muito acentuada resultando  no maior nível de escolarização dos caboverdeanos tornou-os uma componente fundamental dos funcionários que integravam o sistema de serviços públicos e administração colonial portuguesa nos actuais PALOP.
Se a emigração cabo-verdiana para os países de África assume um carácter forçado, já para os Estados Unidos, iniciada em fins do século XVII, relaciona-se com a passagem dos baleeiros americanos pelos portos do arquipélago fixando-se em actividades industriais e agrícolas, em cidades como New Bedford.
As restrições impostas à emigração para os EUA levaram à pesquisa de novos destinos com destaque para a Europa Ocidental onde os elevados níveis de crescimento do pós-guerra justificavam o recrutamento de mão-de-obra exterior. Portugal serviu de plataforma giratória para outros países como Holanda (Roterdão) e mais tarde França, Luxemburgo, Itália e Suíça. A Espanha tornou-se também, no início dos anos 70 um destino para os cabo-verdianos ao fixarem-se na zona mineira de Léon, Madrid e Galiza.
Estima-se que entre 1963-1973 mais de 100.000 caboverdeanos tenham deixado o seu País.
Principais Destinos da Emigração
- Estados Unidos: 250.000 (Boston, New Bedford);
- Portugal: 100.000;
  - Distrito de Lisboa (Lisboa, Amadora, Loures, Oeiras);
  - Distrito de Setúbal (Setúbal, Sines, Santiago do Cacém);
  - Porto;
  - Faro;
- Holanda: 37.500;
- Angola: 55.000;
- Senegal: 22.500.